# Oxychirota paradoxa
Oxychirota paradoxa är en fjärilsart som beskrevs av Edward Meyrick 1885. Oxychirota paradoxa ingår i släktet Oxychirota och familjen Tineodidae. Inga underarter finns listade i Catalogue of Life.